# توری‌یاما سکیئن

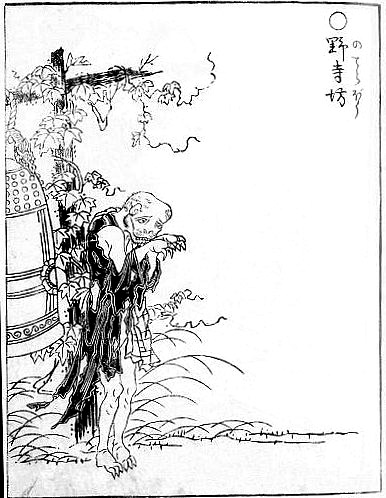
ندرابو آفریدهٔ غریبی که در کنار دهل پرستشگاه می‌ایستد، از کتاب گازو هیاکی یاکو

توری‌یاما سکیئن (۱۷۱۲–۱۷۸۸، انگلیسی: Toriyama Sekien ژاپنی: 鳥山石燕) هنرمند تصویرگر روی کاغذهای اوکی‌یوئه متخصص در یوکای (روح، جن و دیو) است . او استاد اوتامارو است . اوتامارو از برجسته‌ترین و عظیم‌ترین استادان گراور سازی به شمار می‌آید .
در دههٔ ۱۷۸۰ میلادی، سکیئن مشغول بررسی کاینات ما وراء طبیعی ژاپنی شد . نتیجهٔ این بررسی سلسله کتاب‌های هیاکی یاکو بود که شهرتِ پس از مرگ سکیئن به آن برمی‌گردد . اولین کتاب این سلسله به نام گازو هیاکی یاکو «تصویر رژهٔ شبانهٔ صد دیو» در سال ۱۷۸۱ میلادی به وجود آمد . پس از آن سه جلد دیگر نقاشی کرد : کنجاکو گازو زکو هیاکی «تصویر صد دیو گذشته و حال» ، کنجاکو هیاکی شوی «تکمیل تصویر صد دیو گذشته و حال» و گازو هیاکی تسورزوره بوکورو «تصویر کیف صد دیو اتفاقی» .